# アーニー・フレッチャー
アーニー・フレッチャー（英語: Ernie Fletcher、本名：アーネスト・リー・フレッチャー、英語: Ernest Lee Fletcher、1952年11月12日 - ）は、アメリカ合衆国の政治家、医師。1998年にケンタッキー州から共和党員として連邦下院議員に選出され、連続3期当選した後の2003年に第60代ケンタッキー州知事に当選した後、連邦下院議員を辞任した。なおケンタッキー州知事は2007年まで務めた。フレッチャーが政界に入る前は代々医師の家であり、バプテストの在俗牧師だった。ケンタッキー州知事に選ばれた医師としては2人目であり、1人目は1879年に選ばれたルーク・ブラックバーンだった。

## 初期の経歴
1952年11月12日にケンタッキー州マウントスターリングで誕生した。父はハロルド・フレッチャー・シニア、母はマリーであり、その4人の子供の3番目だった。一家は農園を所有し、ミーンズの町近くで雑貨屋を営んでいた。父はコロンビア・ガスでも働いていた。アーニーがまだ生まれて3週間のとき、父はウェストバージニア州ハンティントンに転勤となった。その2年後フレッチャー家はロバートソン郡に戻ってきて、アーニーが一年生になるまでそこに住んだ。一家は再度移転し、最後はレキシントン市で落ち着いた。
フレッチャーはレキシントン市のラファイエット高校に入学し、ナショナル・ベータ・クラブの会員だった。上級生のときに、州一番のサキソフォン奏者となり、プロム（学年末ダンスパーティ）のキングに選ばれた。1970年に高校を卒業すると、ケンタッキー大学に入学した。そこではデルタ・タウ・デルタ友愛会に入会し、メンバーになった。新人の年の後、高校時代からの恋人グレナ・フォスターと結婚した。この夫婦にはレイチェルとベンという2人の子供が生まれ、さらに孫は4人生まれた。
フレッチャーは宇宙飛行士になりたいと思うようになり、アメリカ空軍予備役士官訓練本部に入隊した。1974年、機械工学で工学士を取得し、トップの成績で卒業した。卒業後、アメリカ空軍に入隊した。オクラホマ州で飛行訓練を受けた後、アラスカ州駐屯となり、F-4E戦闘機指揮官と北アメリカ航空宇宙防衛司令部警戒軍指揮官として務めた。冷戦のとき、その任務にはソ連軍用機を妨害するための中隊指揮が含まれていた。1980年、予算削減のためにその中隊の飛行時間が減少したので、フレッチャーは空軍の常勤任務を降りた。大尉の階級で空軍から除隊し、空軍称揚賞と空軍殊勲部隊賞を受けた。
フレッチャーはケンタッキー大学医学校に入学した。医学の学位を取り、さらに軍務の経験があれば宇宙任務で民間人として選ばれる可能性を期待していた。1984年医学博士を取得して医学校を卒業したが、視力が落ちたために宇宙飛行士になるという夢を捨てるしかなくなった。
1983年、フレッチャーが通っていたレキシントンの原始バプテスト教会が、フレッチャーを在俗牧師に叙任した。1984年、レキシントンで家族向け医院を開業した。1987年、元同級生のジェイムズ・D・B・ジョージ博士と共に、南レキシントンファミリー・フィジシャンズを共同設立した。2年間は同時に、レキシントンのセントジョセフ医療センターに個人の寄付を誘う組織である、セントジョセフ・医療財団のCEOの肩書きも保持した。1989年、フレッチャーの教会が無給の牧師になるよう求めてきたが、長い年月の間に教会の原理について疑問を持つようになっており、より福音主義に近いものにする願望があった。その結果、1994年に原始バプテスト派を離れ、南部バプテスト連盟の一派であるポーター記念バプテスト教会に入った。

## 政歴
フレッチャーはその教会牧師の経験を通じて、1990年にファイエット郡共和党の支配権を得た社会保守主義の集団と知り合いになった（ファイエット郡とレキシントン市は統合したレキシントン・ファイエット都市郡政府の下で運営されている）。フレッチャーは郡共和党委員会の委員になる招待を受けた。1994年、現職の民主党員レスリー・トラップを破ってケンタッキー州下院議員に当選した。ケンタッキー州第78区を代表しており、ケンタッキー州貧窮委員会と高等教育タスクフォースの委員を務めた。知事のポール・パットンから州の健康管理体系を改革するための援助をする者にも選ばれた。

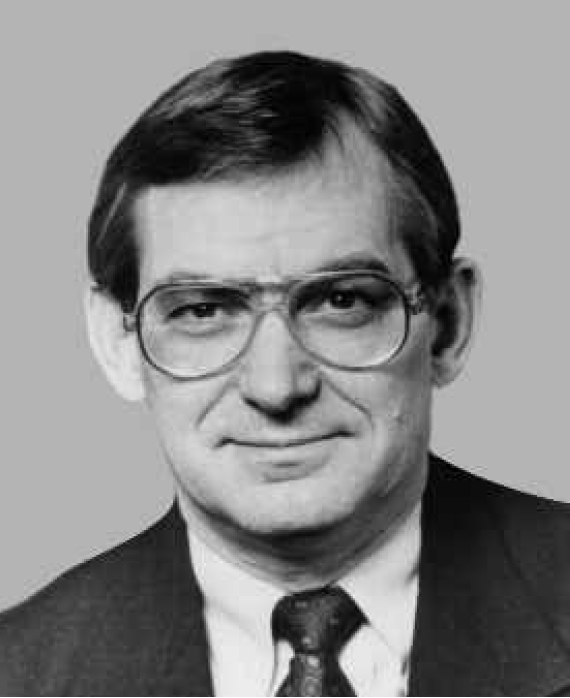
スコッティ・ベイスラー、1996年にアメリカ合衆国下院議員選挙でフレッチャーを破った

1996年のアメリカ合衆国下院議員選挙区再編の結果、フレッチャーの属する選挙区は仲間の共和党員スタン・ケイブの代表する選挙区と統合された。その年後半、フレッチャーは党の仲間に挑戦するよりもケンタッキー州第6選挙区に挑戦することにした。3人が出馬した共和党予備選挙を僅か4票差で勝ち抜いたが、民主党現職のスコッティ・ベイスラーには25,000票以上の差で敗れた。1998年、ベイスラーがアメリカ合衆国上院議員ウェンデル・H・フォードの引退によって空いた議席を求めるために下院議員を辞任した。フレッチャーはベイスラーの後がまに付くために共和党予備選挙を大差で勝利した。本選挙では民主党のアーネスト・スコーソーンと対戦した。「レキシントン・ヘラルド・リーダー」がこの選挙戦を「左翼と右翼の間の古典的一騎討ち」と名付けた。フレッチャーは人工中絶に強く反対し、「一律で公平で単純な」税制を提唱し、連邦教育資金の大半を地方の町に戻すことを要求した。スコーソーンは人工中絶の権利を支持し、一律税率を「あまりに後退的」だと言い、全国教育試験と標準を好んだ。フレッチャーは104,046 票対 90,033票でスコーソーンを破った。第三政党候補者のW・S・クログダールが1,839票を集めていた。
フレッチャーはワシントンD.C.に到着してから数ヶ月のうちに、共和党新人議員17人の指導的連絡員に選ばれた。下院教育労働委員会の委員に選ばれた。雇用主雇員関係小委員会の議長ジョン・ボーナーが、フレッチャを副議長に選んだ。この委員会の目的は、数ある問題の中でも雇用主が支払う保険計画の規則を監視することであり、新人議員がこの委員会の指導的地位に就くのは稀なことだったが、ボーナーはフレッチャーが医療分野で経験があり、ケンタッキー州健康管理体系の改革を進めたことを、指名の理由に挙げていた。フレッチャーはまた、下院予算委員会と農業委員会の委員も務めた。1999年6月、生徒の道徳的性格を促進し強化するように考えられた要素を含む教育課程を開発するために、教育学区が連邦政府の教育資金を使うことを認める、青年暴力法修正案を提案した。この修正案は422票対1票という採決結果で通過した。その後、フレッチャーはエネルギー通商委員会委員に指名された。また健康に関する政策小委員会の議長に選択された。
フレッチャーは患者の権利法案に関する議論の中で、民主党の提案する患者がその健康維持機構を提訴できるという考えに反対し、患者が健康維持機構の判断にまで訴えることができるよう拡大した共和党指導層の作ったより限定的な法案に賛成した。共和党議員団の中の多くの医師は党の案が十分に進まないと感じていたが、フレッチャーとテネシー州選出アメリカ合衆国上院議員ビル・フリストがその例外的存在だった。フレッチャーの姿勢はケンタッキー州医療協会の支持を失う原因になった。同協会は1998年のスコーソーンと戦ったフレッチャーの選挙を支援した後、2000年にスコッティ・ベイスラーが元の下院議員に戻ろうとしたときはベイスラーを支援した。しかし、ベイスラーは総投票数の35%しか取れなかったのに対し、フレッチャーは53%を確保できた。残り12%は第三政党の候補者ゲイトウッド・ガルブレイスに行った。
2000年選挙の後、フレッチャーは、患者が健康維持機構を連邦裁判所に訴えられるようにし、慰謝料の上限を50万ドルとし、懲罰的損害賠償金を除外するという妥協案を策定した。さらに患者の訴訟は特定条件下では州の裁判所に行くという妥協案を出し、ジョージ・W・ブッシュ大統領がフレッチャーの法案のロビー活動を行ったにも拘らず、議会はその成立を拒否し、ジョージア州選出アメリカ合衆国下院議員チャーリー・ノーウッドが提案した患者の訴訟をあまり限定しないという代案に賛成した。
フレッチャーは2002年に三選を求めたが、特に二大政党からの挑戦は無かった。民主党から24歳のロイ・ミラー・コーネット・ジュニアが出馬しようとしたが撤退しただけだった。独立系のゲイトウッド・ガルブレイスが再度出馬した。リバタリアン党のマーク・ゲイリーも立候補した。投票結果ではフレッチャーが115,522 票、ガルブレイスが  41,853 票、ゲイリーが 3,313 票となった。

## 2003年州知事選挙

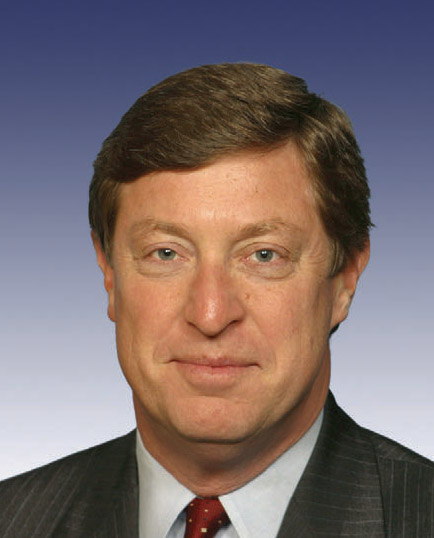
ベン・チャンドラー、2003年州知事選挙での民主党候補

2002年、ケンタッキー州の共和党指導者であるミッチ・マコーネルから州知事選挙への出馬を勧められ、同年に検討委員会を結成した。2002年12月2日、フレッチャーはマコーネルの補佐官ハンター・ベイツと共に州知事選挙に出馬すると発表した。2003年初期、共和党員の大学生カーティス・シェインが、ベイツはケンタッキー州憲法に規定する副知事の居住規定に合致していないという根拠で、ベイツの立候補に異議を申し立てた。ケンタッキー州憲法では、知事と副知事は選挙の前に少なくとも6年間州の市民である必要があった。ベイツがワシントンD.C.の法律会社に勤務し、またマコーネルの参謀長として働く間、ベイツとその妻は1995年8月から2002年2月までバージニア州アレクサンドリアのアパートを借りていた。共和党知事候補スティーブ・ナンの副知事候補ボブ・ヘレリンガーも原告として訴訟に加わった。2003年3月、オールダム郡の判事が、ベイツはケンタッキー州に居住していなかったと裁定した。その根拠として、ベイツは1995年から2002年までバージニア州の運転免許証を所有し、バージニア州に所得税を払い、バージニア州にあるアパートで「通常」眠っていたという事実を挙げた。ベイツは、判事が候補者名簿に空白を宣言できるよう、その裁定に対して控訴しなかった。それによってフレッチャーは、ベイツが撤退した場合にはできなかったはずのオプションであるベイツの代わりの副知事候補を指名できることになった。
フレッチャーはケンタッキー州西地区の合衆国検事スティーブ・ペンスを副知事候補に選んだ。ヘレリンガーはその法廷訴訟を継続し、まずベイツの資格が無いことがフレッチャーとベイツの組み合わせ全体を無効にすること、さらにフレッチャーは資格の無い候補の代替を指名できないことを申し立てた。ケンタッキー州最高裁判所は2003年5月7日にその申し立てを却下したが、判事達の意見は一致しておらず、最終意見には「これは法の判断が難しい事例であり、ヘレリンガーは裁判所の時間と注意に値する法的問題を提示した」という留保が付いていた。州選挙委員会は全郡の事務官に、フレッチャーとベイツの組み合わせに投じられた不在者投票は全てフレッチャーとペンスの組み合わせの票としてカウントするよう指示を出した。
共和党予備選挙の結果は、フレッチャーが総投票数の53%を獲得し、続いてナン、さらにジェファーソン郡判事執行役レベッカ・ジャクソン、州上院議員バージル・ムーアの順だった。民主党予備選挙では、州検事総長ベン・チャンドラーが州下院議長ジョディ・リチャーズを破って公認となった。チャンドラーは元州知事A・B・"ハッピー"・チャンドラーの孫であり、選挙戦の最終盤に第3の候補者である実業家のブルース・ランスフォードが撤退してリチャーズの支持に回ったことで、苦労していた。民主党員の最終結果では、チャンドラーが3.7%だけ上回っただけであり、その選挙運動組織を再編成する必要性に迫られた。その結果、フレッチャーは有力候補として知事選挙本番に入った。
フレッチャーは共和党知事協会からの資金を受けたので、チャンドラーに対して資金力で2対1の長所があった。当時現職民主党知事ポール・パットンを陥れたセックスと利権が絡むスキャンダルが持ち上がり、次の州予算では7億1,000万ドルの歳入不足が予測され、ケンタッキー州の民主党候補者名簿に載る者は全て選挙戦に苦戦を強いられた。フレッチャーはこの問題に乗じ、州都フランクフォートの「混乱浄化」を約束し、投票では596,284 票対 487,159 票で勝利した。この年の選挙全体では憲法に規定する州の選出役人7人のうち4人を共和党が制した。トレイ・グレイソンが州務長官、リッチー・ファーマーが農政コミッショナーに選出された。フレッチャーは2003年12月8日にアメリカ合衆国下院議長を辞職し、翌日州知事に就任した。フレッチャーが当選したことで、共和党は1971年以来32年振りにケンタッキー州知事を出し、得票についてはケンタッキー州の州知事選挙で共和党が得た最大の票差となった。

## ケンタッキー州知事
フレッチャーは経済開発を優先事項とし、その任期中に創出された雇用機会の数ではケンタッキー州が国内第4位になった。知事として採った最初の行動の中には、行政府の再編成があり、閣僚の数を14人から9人に減らした。元のケンタッキー州競馬委員会を改組しケンタッキー州競馬公社として、競馬産業の促進と規制を図った。州のメディケイド管理を改善するために、その要求事項の幾らかを縮小し、治療、給付金管理、技術の改善に集中する計画を発表した。フレッチャーは州民の健康的生活様式を促進するための提案である「健康なケンタッキーを得よう!」運動を立ち上げた。

### 2004年州予算論争
フレッチャーはその任期を通じて、共和党が州上院を支配し、一方民主党が下院の多数を握るという捻れ状態だった。その結果、州議会で法制化を実現する難しさがあった。2004年州議会の初期、「歳入中立」であり、州税制体系を「近代化」すると主張する税制改革の計画を提出した。この計画は下院の民主党議員7人からのインプットを利用して策定されており、その7人は民主党の指導的役割にはなかったので、フレッチャーは下院の指導層を避けて通ろうとしていると言われた。会期が進行していくと、共和党は税制改革全体を提案中の州予算と一体にしようとし、一方民主党はそれらを別々に採決しようとした。会期終わり近くなって、ギリギリの妥協を生むための努力が続けられたが、税制改革も州予算も通ることは無かった。この論争の多い会期では、胎児殺人法、反暴利行為法、州公共事業委員会がブロードバンド・インターネット業者に、連邦通信委員会によって規制されている以上の規制をしないようにする法などが成立した数少ないものだった。
2004年会期は、州議会が2年分予算を通すことに失敗した連続2期目の会期だった。最初のものはパットン知事の2002年会期だった。予算が成立しないまま会計年度が終わったとき、州会計の使途に関する責任はフレッチャーに被さってきた。2002年のとき、使途は知事が作成した行政使途計画で統制されていた。民主党の検事総長グレグ・スタンボは、議会承認なしにフレッチャーが使途を判断できる限度を決めることを求める訴訟を起こした。2002年会期後に起こされた同様な訴訟は暗礁に乗り上げ、訴訟の判決が出る前に特別会期で議会が予算を通したときに、訴訟の意味を無くした。フランクリン郡巡回裁判所判事に拠る司法審査で、フレッチャーの使途計画を承認したが、新しい投資計画やプログラムへの使途は禁止した。2004年12月下旬、フレッチャーの計画は2005年6月30日に会計年度が終わるまで使途を統制し続けられると裁定したが、「それ故に」行政使途は「限定的に特定の基本サービスに示された資金」に限られると判断した。
2005年5月19日、ケンタッキー州最高裁判所は4対3の票決で、州議会は州予算を通さないことで違憲であり、フレッチャーは議会に拠って具体的に配分されていない予算を使うことで憲法外の権限を行使しているとする判断を出した。その多数意見では、下級審で出した「特定の基本サービス」のための例外を排除し、「立法府が、サービスの望ましいレベルで、行政府が運営するために十分と見なされる資金を配分することができない場合、行政府は与えられたものでできる最良のものを市民に奉仕しなければならない。市民がそれらのサービスを不十分だと考える場合、その憲法で許される権限である住民投票を行使することとなる」と述べた。主席判事のジョセフ・ランバートは、行政使途計画が必要であるという主張に反対だった。他に2人の判事が別々の意見で、連邦と州の憲法に規定するものは予算がなくても資金手当されるべきという多数意見に反対していた。その反対意見の中で、政府の機能が損なわれる恐れは、州議会が時期に併せて州予算を策定する動機として機能すると論じた。この判断は違憲だと裁定した行動を変えるために遡及効果は無かったが、その後に予算策定が暗礁に乗り上げた場合の前例として機能した。

### 議会休会期と2005年議会
2004年6月、フレッチャーの飛行機が、アメリカ合衆国議会議事堂と最高裁判所ビルを一時避難させる引き金になった安全保障上の危機を生じさせた。元大統領ロナルド・レーガンの追悼式のために飛び立った直後に、フレッチャーの飛行機の応答装置が故障し、ロナルド・レーガン・ワシントン・ナショナル空港の役人が、未承認の飛行機が制限空域に侵入していると報告することになった。F-15 戦闘機2機が調査のために発進し、フレッチャーの飛行機は2機のブラックホーク・ヘリコプターに目的地まで護衛されることになった。その飛行機は製作から33年経ったビーチクラフト キングエア機であり、現役にあるものとして同型機の最古のものだった。連邦航空局による捜査で、フレッチャーの飛行機の乗組員が航空管制官と無線連絡を維持し、制限空域に入るために許可を得ていたことが分かった。その捜査は航空管制官同士の対話による誤解が恐慌を引き起こしたと結論付け、その事件の後では連邦航空局が同様な性質の誤りを防ぐための政策を採用した。

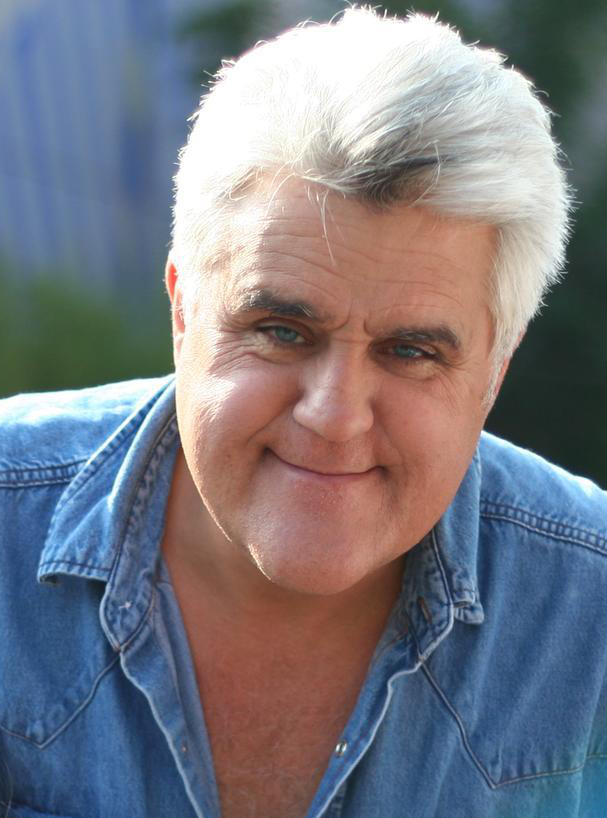
ジェイ・レノ、そのテレビ番組『ザ・トゥナイト・ショー』で、フレッチャーが促進したケンタッキー・ブランドがジョークの種にされ、フレッチャーが番組に出ることになった

2004年７月、フレッチャーは州のブランドに対する大衆の認識を挙げるために、ブランドを統一する計画を発表した。その発表直後に深夜のコメディアン、クレイグ・キルボーンが『レイト・レイト・ショー』で、ジェイ・レノが『ザ・トゥナイト・ショー』でそれぞれ、その新しいスローガンに冗談っぽい提案をした。これに反応したフレッチャーは、二人の冗談に例外を設けるよう手紙を書き、二人の番組に出演招待をされた。レノの聴衆が多いことと早い時間帯を引き合いに出して、フレッチャーはレノの『ザ・トゥナイト・ショー』への出演に合意した。番組ではレノにルイビルスラッガーの野球バットをプレゼントし、『ザ・トゥナイト・ショー』が収録されるロサンゼルスとケンタッキー州の相対的長所について冗談が交わされた。最終的に4つのスローガンが選ばれ、オンラインや州間観光案内所で投票されることになった。2004年12月、「ケンタッキー: 束縛を解かれた精神」が最優秀スローガンに選ばれ、道路標識、州の文書、土産物に印刷された。2007年の調査で、ケンタッキー州民の88.9%がこのスローガンとロゴを正しく識別できた。さらに10の州で調査が行われたなかで、その州民の64%はこのスローガンとロゴを認識しており、この調査で試された他のブランドよりも高い比率だった。
2004年後半、フレッチャーは州内労働者と退職者に対する医療給付金の変更を提案した。フレッチャーの計画は、健康を保つ運動に関わっているひとには保険金を安くすることであり、病気発想から健康発想への転換と呼んだ。小遣い以上の費用増となることを認識し、それに見合う給与増1%を提案した。州職員、特に公立学校の教師は広くフレッチャーの計画に反対し、ケンタッキー州教育者協会は2004年10月27日に始まる無期限ストライキを要求した。フレッチャーはこの反対に対処して、2004年10月5日開始の特別会期を招集した。このとき州はまだ行政使途計画の下に運営されていたが、フレッチャーはこの特別会期の議題に予算や税制改革を含めなかったので、そのことは両党から賞賛され、健康計画に関する議題にのみ集中することができた。その15日間の会期で、州議会は州労働者の健康保険ために1億9,000万ドルを追加配分する計画を通し、以前の保険計画で最も人気があった給付金の多くを復活させた。この会期が休会になって直ぐ、ケンタッキー州教育者協会が提案していたストライキを中止する票決を行った。
2004年11月8日、フレッチャーは、1990年の二重殺人で有罪となり薬剤注射での死刑を宣告されていたトマス・クライド・ボーリングの処刑令状に署名した。この行動に対してフレッチャーの医師免許を取り消すべきか判断するために、一群の医師からケンタッキー州医師免許交付委員会による調査が依頼された。医師に対して、処刑への立ち会いを禁じるアメリカ医師協会のガイドラインをケンタッキー州も従うことを求めている。2005年1月13日、医師免許交付委員会は、フレッチャーが処刑令状に署名したのは、知事としての責任で行動しているのであり、医師としてではないと判断し、その医師免許はその行動で失効の対象とならないとした。
フレッチャーは2005年州議会のときに、再度税制改革を提案し、その会期後半に両院とも同案を成立させた。この計画はタバコとアルコールに対する悪行税を上げ、さらに衛星テレビ放送やモーテルの室料への税を上げた。企業は総受領高税の対象ともされた。その代わりに法人税は下げられ、年間所得75,000ドル未満の個人所得税も下げられた。30万人の低賃金労働者がその所得税負担から外された。議会は二年間の残り期間に対する予算も通し、州の公営選挙資金法を廃止し、新しい栄養摂取ガイドラインを通した。

### 成果主義制度捜査
2005年5月、検事総長スタンボが、フレッチャー政権は州職員をその政治的忠誠に基づく判断によって雇用し、昇進させ、降格し、解雇することで、州の成果主義制度を回避しているという告発について捜査を始めた。この捜査はケンタッキー州運輸キャビネットの人事部長補ダグラス・W・ドアティングによる276ページに及ぶ苦情書で促進された。この捜査が始まったという知らせが入ったのは、フレッチャーが日本に貿易使節団として来ていた時であり、州政府が雇用推薦状を扱う正式な手続きを経ずに上がってきた雇用に関して「誤り」をしたかもしれないと、電話記者会見を通じて認めた。フレッチャーは日本から帰ると、その政権による「誤り」が違法であることを否定し、スタンボによる捜査は、「2007年州知事選挙の始まり」だと呼んだ。スタンボは2007年州知事選挙の候補者だと仄めかしていた。スタンボは2007年の州知事選挙に出馬する計画が無いと否定したが、最終的には民主党予備選挙にブルース・ランスフォードの副知事候補として出馬し、落選した。
大陪審は2005年6月にフレッチャー政権に対する告発を捜査するために陪審を始めた。8月までに、州共和党議長ダレル・ブロック・ジュニアや、運輸長官代行のビル・ナイバートなど、9人の閣僚に対する告訴を行った。告訴の罪状は全て共謀罪など微罪だったが、唯一管理サービスコミッショナーのダン・ドルエンは、13の微罪に加えて22の重罪（20件の物的証拠改竄と2件の証言改竄）で告訴された。8月29日、フレッチャーは告訴された閣僚9人に恩赦を認め、この捜査に関して「犯行を実行した、あるいは実行したと告発される全ての者に」包括的恩赦を発行した。フレッチャーは自身をその包括的恩赦から外していた。翌日、フレッチャーが大陪審での証言に呼ばれたが、如何なる質問にも回答を拒否し、自己負罪に対する憲法修正第5条の権利を行使した。
9月半ば、フレッチャーが恩赦を発行した後、「ルイビル・クーリエ・ジャーナル」の世論調査で、フレッチャーの支持率は38%であり、前任のポール・パットン知事がその政権を傷つけたセックス・スキャンダルの時に記録した最低支持率と同じになった。2005年9月14日、フレッチャーは2週間前に恩赦を出した9人中の4人を含め、9人の職員をクビにした。ケンタッキー州職員協会のフレッチャー批判者チャールズ・ウェルズがその馘首を賞賛し、「他のこと全てが失敗だとしても、知事は正しいことをした」と発言した。しかし、民主党州上院議員で元知事のジュリアン・キャロルは、フレッチャーが恩赦を発行したときに告訴されていた役人を解雇しなかったと批判した。フレッチャーは州共和党議長ダレル・ブロック・ジュニアを、成果主義制度スキャンダルにおけるその役割故にその解雇も要求した。州共和党執行委員会は9月17日に会合を開いたが、フレッチャーの要求通りには動かなかった。
大陪審はその捜査を継続し、フレッチャーが包括的恩赦を発行した後にさらに5件の告訴状を発行した。2件はフレッチャーのスタッフに対するものであり、2件はフレッチャーへの無給アドバイザーに対するものだった。最後の1件は運輸長官代行のビル・ナイバートに対して、内部告発者に対する報復についてだった。ナイバートに対する追加告訴のみが、フレッチャーによる包括的恩赦発行後のものとされた。2005年10月24日、フレッチャーはフランクリン郡巡回裁判所判事ウィリアム・グラハムに、大陪審に包括的恩赦以前に起きた犯罪に対する起訴状の発行を止めさせる命令を出す動議を提出した。起訴された役人の名前のみが陪審の最終報告書に含まれることとした。11月16日、グラハムは大陪審が起訴状の発行を続けられるという判決を出したが、別の判決でフレッチャーのスタッフやボランティア・アドバイザーは恩赦の対象であるとして、その起訴状を却下した。グラハムはナイバートに対する最新の起訴に付いては裁定しなかった。ケンタッキー州控訴裁判所は12月16日にグラハムの裁定を確認した。この控訴裁判所裁定の直後にフレッチャーはその裁定をケンタッキー州最高裁判所に持ち上げる意図があることを発表した。

### 2006年議会
2006年2月12日、州議会の会期が始まった直後に、フレッチャーは腹痛で入院した。レキシントンにあるセントジョセフ東病院の医師は総胆管の胆石だとし、さらに膵臓炎と胆嚢炎だと診断した。胆嚢を切除する手術を行った後、血液感染して快復が遅れたが、3月1日には退院できた。その数日後、血栓を溶かすために再度セントジョセフ病院に戻り、5日間入院した。フレッチャーのスタッフは、フレッチャーが不在でも、議会で法案を通過させる能力に否定的な影響はなかったと言い張った。労働権確立法と州の現行賃金法はどちらもフレッチャーが提案したものであり、会期前半で廃案になっていたが、会期が始まる前には通過しそうにないと見なされていたものだった。この会期で通過した法案には、シートベルト強制法、16歳未満の子供が全地形対応車を運転する場合はヘルメットを冠らせる法、モーセの十戒を州会議事堂前の庭に歴史的背景を入れて掲示することを認める法があった。
州議会は二年間予算を通したが、フレッチャーが拒否権を使ったとしても、会期の中で再招集しそれを覆すだけの十分な時間はなかった。フレッチャーは「過剰な負債」を避けるために、議会を通過した予算からプロジェクト用3億7,000万ドルを切り取る個別条項拒否権を使った。当初予定した9億3,800万ドルには遥かに及ばなかったが、州の歴史の中で他の知事よりも多くの個別条項拒否権を使った。フレッチャーが拒否しなかったあるプロジェクトは、カンバーランド大学が薬学科を建設するための1,100万ドルだった。LGBTの権利運動団体が、ゲイを公表した学生をカンバーランド大学（私立バプテスト系）が排除したことで、フレッチャーがその資金に拒否権を使うべきと求めていた。
この会期に解決できなかったフレッチャーの優先事項の1つは、2005年の税制改革の結果として生じた、企業に意図されなかった増税の矯正だった。フレッチャーは6月半ばに特別会期を招集し、議会が計画を修正し、ヘンダーソンに招致しようとしていたフューチャージェン計画の発電所のために考案された税額控除を認められるようにした。共和党員の州上院議長デイビッド・L・ウィリアムズがフレッチャーに、他の企業にも税額控除を認めるよう求めたが、フレッチャーは少ない議会議題に固執した。この会期は5日間のみ招集され、両院の全会一致で、税額控除を通し、税制改革の修正を行った。フレッチャーは議会の効率を賞賛した。

### 捜査の終結
ケンタッキー州最高裁判所が、大陪審はフレッチャーの包括的恩赦の範囲となった人を告訴し続けられるかについて、フレッチャーの控訴を審問する準備をしていたとき、7人の判事のうちの2人が、利害の対立を理由に審問を忌避した。ケンタッキー州憲法の規定では、1つの裁判で2人以上が忌避した場合に、知事が代役判事を指名できることになっている。それに従い、フレッチャーは2人を指名したが、そのうちの巡回裁判所判事ジェフリー・バーデットが、2003年の州知事選挙でフレッチャーに献金したという理由で、代役を断った。フレッチャーは再度バーデットの代役となる特別判事を指名した。これは前任の民主党員知事ブレレトン・ジョーンズが行った前例に従っていた。スタンボがこの3人目の指名に異議を出した。バーデットが就任を拒否したことで判事の空きは1人のみとなり、そのような場合は6人のみで審理を行うことができるという主張だった。ケンタッキー州最高裁判所はスタンボの主張を入れた。2006年5月18日に最高裁判所の判決が出され、４対2の票決で大陪審がフレッチャーの包括的恩赦に含まれる人をそれ以上告訴することを禁じ、控訴審判決を逆転させた。この判決は恩赦が出された後に実行されたとされる犯罪についての起訴には影響しなかった。最高裁判所は、大陪審がその捜査の結論として判断したことを総合報告書として発行できることも支持したが、起訴されなかった者の名前がその報告書に記載されるかについては答えを出していなかった。後に控訴裁判所が出した判断では、起訴されなかった者は報告書に記載できないとしていた。
この最高裁判所判決が出る直ぐ前に、大陪審はフレッチャーに対して、共謀、公務員職権乱用、政治的差別という3つの微罪で告訴状を出した。6月9日に予定された罪状認否には、フレッチャーがフロリダ州での休暇中だったので出廷しなかった。フレッチャーの代わりにフレッチャーの弁護士が3つの告訴全てに対し「無罪」の抗弁をおこなった。2006年8月11日、特別判事デイビッド・E・メルチャーが、個人的な法律違反は侵されたとしても、フレッチャーは知事として任務を遂行しており、行政者免訴に守られているので、その任期が終わるまで告発されないという判断を出した。メルチャーは原告被告の双方が協議して決着をつけるよう求めた。8月24日、フレッチャーとスタンボが合意を発表した。その解決策の下で、フレッチャーは「その政権による不正行為を強く示す」証拠を認めたが、個人的にはいかなる不正行為も認めなかった。フレッチャーはスタンボによる事件告発が「その憲法上の任務にとって必要であり適切な行為だった」ことも認め、成果主義制度の悪用が終わったことを確認した。スタンボは、フレッチャーに対する告発を取り下げることに加え、フレッチャー政権による如何なる法律違反も「悪意が無かった」ことを認めた。フレッチャーに指名された州人事委員会の委員4人が辞任を求められた。その後任は、スタンボが用意した名簿からフレッチャーが選ぶこととされた。
大陪審は2006年10月に捜査に関する報告書を発行し、判事が11月16日に一般公開することを命令した。この報告書はフレッチャー政権の行動を「成果主義制度雇用法に違背するために範囲を広げ協調された計画」に分類していた。「この捜査は、アーニー・フレッチャー知事が主張していた誤りを犯したここかしこに挙げられた少数の人々に関するものではない」とし、フレッチャーが発した包括的恩赦と、フレッチャーが修正第5条の権利を選んだことで、「この事件の真相に迫ることを難しくした。その結果、大陪審は文書の証拠に依存し、それを繋ぎ合わせることを一部強いられた」と嘆いていた。フレッチャーは、この報告書に述べられていることが、スタンボとの決着、すなわちフレッチャー政権は「悪意無しに」行動したことを認めていたのと、一致していないと主張した。

## 2007年知事選挙

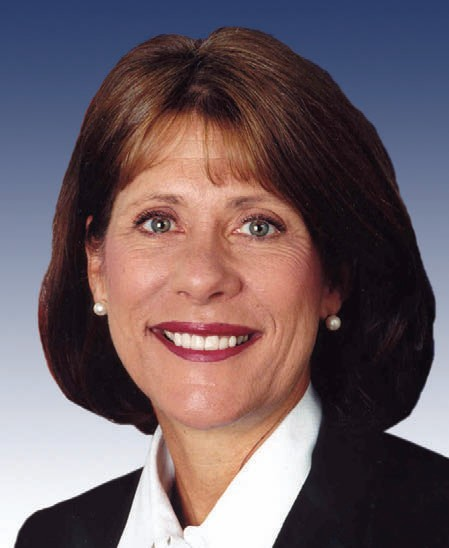
アン・ノーサップ、2007年州知事選挙の共和党予備選挙でフレッチャーに挑戦した

2005年初期、フレッチャーは知事再選に向けて出馬する意向を表明していた。2006年にフレッチャーが大陪審から告訴された直後、副知事のペンスが、フレッチャーの再選出馬に際しても、その副知事候補にはならないと発表した。フレッチャーはペンスに即刻の辞職を求めた。ペンスはこれを拒否したが、司法キャビネットの長としての辞職は申し出た。フレッチャーはその個人秘書であるロビー・ルドルフを新しい副知事候補に指名した。
2006年後半に捜査を終わらせるというフレッチャーとスタンボの合意が発表されたが、スキャンダルがその再選に向けた動きに災いし続けた。共和党予備選挙では、元ケンタッキー州第3選挙区選出アメリカ合衆国下院議員のアン・ノーサップと、パデューカ出身の大富豪実業家ビリー・ハーパーの挑戦を受けた。ケンタッキー州共和党のまとめ役であるアメリカ合衆国上院議員ミッチ・マコーネルは、予備選挙で誰にも肩入れすることを拒否したが、ノーサップが「恐ろしい対抗馬」であることを認めていた。ノーサップは、フレッチャーが雇用スキャンダルに関わっていたことで「選挙に向かなく」したという考え方で選挙戦を戦った。ノーサップは、ケンタッキー州選出のもう一人の共和党アメリカ合衆国上院議員ジム・バニングの支持を確保し、また副知事スティーブ・ペンスの支持も得た。予備選挙の投票ではフレッチャーが総投票数の50%以上を確保し、公認指名を得た。対抗馬のノーサップは認知度を上げるために苦しみ、アメリカ合衆国下院に送り込んだルイビル地区以外では支持をほとんど得られなかった。ノーサップの得票率は36.5%に留まり、残り13.4%がビリー・ハーパーに行った。民主党は元副知事のスティーブ・ベッシャーをフレッチャーの対抗馬に指名してきた。
予備選挙が進む中で、2007年州議会が招集された。この会期で成立した事項では、州の最低賃金を時給7.25ドルに上げたこと、主要州道の最高速度を時速70マイル (110 km/h) に上げたこと、ソーシャルワーカーと炭坑夫に新しい安全基準を施行したことがあった。他の法案は、州の退職制度解決策をどうするかについての交渉が手詰まりになった後で、停止された。フレッチャーはその年後半に特別会期を招集することを検討することを示した。７月、フレッチャーは特別会期を招集し、その議題に67項目を加えた。州議会下院の民主党はそのどれも特別会期を認めるほど緊急性が無いと主張した。彼らはこの召集がフレッチャーに拠るベッシャーに対して低下している世論調査の数値を上げさせる試みだと主張し、フレッチャーの議題のいずれにも行動せず、下院は僅か90分で閉会となった。フレッチャーはその主張を否定し、ピーボディ・エナジーによって建設される提案中の石炭ガス化プラントを州が運転するために、税の優遇制度が緊急に必要とされると主張した。議会との交渉後、フレッチャーは8月にもう一度特別会期を招集した。この会期では優遇税制のみが取り上げられ、議会が通した。
本選挙の間には、フレッチャーが中心問題を成果主義制度捜査よりもカジノのギャンブルを拡張することに据えようとした。ベッシャーは州内でカジノのギャンブルを拡張することを認める憲法修正について住民投票を行うことに賛成し、一方フレッチャーはギャンブル拡大が犯罪を増し、社会的な病弊を生むと主張した。しかし、ギャンブル問題は雇用スキャンダルほど大きな関心を引かず、ベッシャーが619,686 票対 435,895 票という結果でフレッチャーを破った。
フレッチャーは選挙後、医療提供者がその処方で技術を効率的に使えるようにするコンサルタント会社のアルトン・ヘルスケアを立ち上げた。フレッチャーは2008年以降オハイオ州シンシナティを本拠にしているこの会社のCEOを務めている。

## その他
フレッチャーはケンタッキー大学を卒業し、宇宙飛行士になるという夢を追求するためにアメリカ空軍に入隊した。予算削減のために飛行中隊の飛行時間が減少させられた後に空軍を辞め、医師の資格を取った。これは宇宙に行く民間人の枠を期待したものだった。視力を悪くしてその希望もなくなり、医師として個人営業を始め、バプテストの在俗牧師としての務めを果たした。政治の世界で活動的になり、1994年にはケンタッキー州下院議員に選出された。その2年後、アメリカ合衆国下院議員選挙に出馬したが現職のスコッティ・ベイスラーの前に破れた。ベイスラーが上院議員選挙に出馬するために下院議員を辞職すると、フレッチャーが再度出馬して民主党の州上院議員アーネスト・スコーソーンを破って当選した。間もなく医療関連法案、特に患者の権利法案では下院共和党の指導的アドバイザーの1人となった。
2003年にベン・チャンドラー検事総長を破ってケンタッキー州知事に当選した。その任期初期に行政府を再構成することで州の歳出を抑えることができた。2004年には州税制体系を再点検することを提案したが、州議会を通すことができなかった。州上院の共和党が税制改革と州予算を結びつけようと頑張ったが、議会はどちらも通さずに休会になった。州は2005年までフレッチャーが立案した行政使途計画の下で運営され、2005年になって改革法案も予算案も成立した。2005年後半、民主党員として州内最高位にあった検事総長のグレグ・スタンボが、フレッチャー政権の雇用慣習が州の能力主義制度に違背しているかについて捜査を始めた。大陪審はフレッチャーの閣僚数人を起訴することになり、最後はフレッチャー自身にも及んだ。フレッチャーはこの捜査に巻き込まれたスタッフ全員を恩赦にした。この捜査は2006年後半にフレッチャーとスタンボの間の合意によって終了したが、2007年にフレッチャーが知事の再選を求めたときに影響した。共和党予備選挙では、元アメリカ合衆国下院議員アン・ノーサップの挑戦を退けたが、本選挙では民主党のスティーブ・ベッシャーに破れた。知事の任期が明けるとアルトン・ヘルスケアの設立者かつCEOとして医療分野に戻った。既婚であり、成人した2人の子供がいる。

## 関連図書
- McNay, Don (2006). The Unbridled World of Ernie Fletcher: Reflections on Kentucky's Governor. Bloomington, Indiana: AuthorHouse. ISBN 1-4259-6245-9